# Polesinesuchus
Polesinesuchus é um gênero fóssil de réptil da família Stagonolepididae do Triássico Superior do Brasil. Há uma única espécie descrita para o gênero Polesinesuchus aurelioi. Seus restos fósseis foram encontrados na formação Santa Maria no estado do Rio Grande do Sul.
O material é proveniente do afloramento Buriol, que pela presença do rincossauro do gênero Hyperodapedon, pertence ao andar Carniano, do Período Triássico.
Tombado como ULBRAPVT 003, o Holótipo de P. aurelioi tem preservados: elementos cranianos, vértebras cervicais, dorsais, sacrais e caudais, ambas escápulas, úmero, ílio, púbis, ísquio, tíbia, partes do pé direito e alguns osteodermas.
O gênero Polesinesuchus tem origem no nome da cidade onde se encontra o afloramento Buriol, São João do Polêsine. Já o epípeto aurelioi é uma homenagem ao médico Pedro Lucas Porcela Aurélio, que é um entusiasta da paleontologia no Rio Grande do Sul.